# NGC 7315
NGC 7315 est une galaxie lenticulaire située dans la constellation de Pégase. Cette galaxie a été découverte par l'astronome français Édouard Stephan en 1872. Sa vitesse par rapport au fond diffus cosmologique est de 5 828 ± 6 km/s, ce qui correspond à une distance de Hubble de 86,0 ± 6,0 Mpc (∼280 millions d'al).

## Supernova
La supernova SN 2007B a été découverte dans NGC 7315 le 5 janvier 2007 à Yamagata au Japon par l'astronome japonais Koichi Itagaki. Cette supernova était de type Ia et sa magnitude au moment de sa découverte était de 16,7.